# スキンク対空戦車
スキンク対空戦車（スキンクたいくうせんしゃ、英：Skink Tank A.A. 20mm Quad）は、カナダの4連装ポールステン 20mm 機関砲搭載対空戦車である。国外におけるカナダ陸軍の必要性に応じ、1943年-1944年にかけて開発されたが、敵国であるドイツ空軍による脅威が失われたため、3両の完成後にキャンセルされた。

## 開発
グリズリー巡航戦車（M4A1 シャーマン中戦車のカナダ生産型）の車体に20mm機関砲4門を搭載した砲塔を組み合わせる計画は、プロジェクト47として1943年3月にカナダ陸軍技術開発委員会に承認された。カナダ陸軍の装甲戦闘車両は動物の名前が付されており、この伝統を踏襲してオンタリオ州にのみ生息するトカゲであるスキンクから命名された。
カナダ軍需省は、内部の設計機関である陸軍技術設計部（AEDB：Army Engineering Design Branch）に監査委員会による支援を与えて砲塔の設計を進めた。オンタリオ州ウォータールーのウォータールー・マニュファクチュアリングが、モックアップの製造を受注し、1943年9月18日に完成した。その後、2つの装甲化された試験型砲塔の製造が承認された。最初の砲塔は12月中旬にデモンストレーションを行った。1月にはグリズリーIの車体に搭載しての試験に成功した。均質圧延鋼装甲を複雑な形状に溶接した砲塔は製造が困難であることから、ドミニオン・ファウンダリーズ・オブ・ハミルトン（Dominion Foundries of Hamilton）による、当時カナダ史上最大となる鋳造砲塔の提案が受注を得た。
当初の計画ではイスパノ・スイザのHS.404 20mm機関砲が採用されることになっており、最初の試作車でもこれが装備された。1944年1月、当時ヨーロッパに展開していた第21軍集団が、イギリスの20mm機関砲であるポールステン 20mm 機関砲（エリコンFF 20 mm 機関砲の簡易型）に統一する決定を行った。これにより砲塔は再設計を要し、4月に完了したが、計画に3-4ヶ月の遅延をもたらすこととなった。その間、第21軍集団における対空兵器の量は減少し、これは、スキンクに対する需要の減少にもつながった。ヨーロッパ北西部からドイツ空軍が駆逐された7月末には対空兵器の保有量が0になり、同時に対空戦車の必要性もなくなった。8月中旬にスキンクの発注はキャンセルされたが、この時点で製造されていたのは、完成車3両と8両分の砲塔であった。
1両が評価試験用にイギリスに送られた後、フランスに展開していた第1軍に地上試験のため回送された。1945年2月6日-3月11日にかけて、頻繁に交戦していたナイメーヘンからクレーヴェに至る地域を除く各地の装甲連隊に送られた。全ての部隊はその有効性を認めたものの、既に標的となる敵機が現れることはなく、頑強な敵が降伏したことによって主たる任務も存在しなくなった。残された試作車両と砲塔は、長期間カナダのどこかで保管されていたが、いつの頃にか解体されていた。演習場に残存していたいくつかの未完成の鋳造砲塔が、回収されたのみとなっている。

## 設計
ポールステン 20mm 機関砲は、それぞれ毎分650発の発射速度を有していた。改良された2基のポンプによる油圧式の旋回機構は、毎秒65度の旋回を可能とし、即応性という面では待機状態から2秒で60度まで対応できた。上下方向にも同様の油圧式機構が用いられ、1秒に45度の上下動が可能で、可動域は-5から80度である。砲手はジョイスティックにより旋回と上下動を操作し、Mk.IX照準器で照準を行う。当初の計画では300両分の砲塔がカナダ・イギリス両国向けに生産予定であった。

## 登場作品

### ゲーム
『R.U.S.E.』
イギリスの対空戦車として登場。
『War Thunder』
イギリス軍 ランク4の対空戦車として登場
『アッシュ・アームズ』
アメリカ軍　シャーマン戦車の発展形として